# 2009年热带风暴丹尼
热带风暴丹尼（英語：Tropical Storm Danny）是2009年8月下旬形成的一场结构混乱、强度也不高的热带气旋，也是2009年大西洋飓风季形成的第四个热带天气系统和第三场获得命名的风暴。系统于8月26日经巴哈马以东海域的上层低压槽同向西移动的东风波相互影响而成，但一直存在一定程度的亚热带气旋特征，自始至终都没有完全转变成为热带气旋。风暴总体朝西北方向蜿蜒行进，最终于8月29日被另一个天气系统吸收。
丹尼对陆地产生的影响很小，但在佛罗里达州到中大西洋地区之间的大范围沿海地区引发强烈潮汐和离岸流。北卡罗莱纳州有名12岁的男童因此丧生。气旋残留还促使美国东北部普降暴雨。气象机构一度预计风暴会急剧强化，以一级飓风强度吹袭南塔克特，但事实证明这纯属虚惊。丹尼还在美国部分地区引发局部洪灾，并以宾夕法尼亚州情况严重。此后，系统还在加拿大大西洋省份产生暴雨并引起停电。

## 气象历史
8月18日，一股东风波离开非洲西海岸进入大西洋。8月22日，系统关联的对流活动一度呈现出组织迹象，但很快就因风切变影响而陷入停滞。8月24日，这片扰动天气区同上层低压槽相互影响，上空的降水活动再度滋长。8月25日下午，美国国家飓风中心经评估认为，系统有很大可能在48小时内发展成热带气旋。当天飞入系统的飓风猎人侦察机发现大范围热带风暴强度风场，但缺乏闭合环流中心。协调世界时8月26日上午9点左右，卫星图像和（意为“快速散射仪”）卫星的观测数据都表明系统内已有闭合环流形成，美国国家飓风中心因此直接跳过热带低气压阶段，将位于巴哈马拿骚以东约690公里洋面的天气系统归类成热带风暴，并以“丹尼”（Danny）为其命名。
形成丹尼的东风波和上层低压槽间共同影响，导致丹尼的结构同典型的热带气旋不同，反而类似于亚热带气旋。即便是在成为热带风暴后，气旋结构仍然非常混乱。中心周围几乎没有深层雷暴活动，气旋最强风力基本局限在北侧半圆的雨带内。风暴在形成当天总体朝西北方向前进且略有增强，但动向很不稳定。丹尼的中心还经过多次重组，导致气象部门难以确认其动向。
8月27日清晨，丹尼的结构已略有改善，但最强风力同中心仍有相当距离。接下来，气旋达到风力时速95公里、最低气压1006毫巴（百帕，29.71英寸汞柱）的最高强度，并保持约12小时后再因风切变影响而在蜿蜒北上期间逐渐减弱。8月28日，风暴已进一步退化，侦察机发现其风速已降至热带风暴下限。这天下午，丹尼一度停止移动，之后又继续向北面或西北偏北方向飘移。
受经过美国东南部的强烈上层低压槽影响，丹尼被迫向东北方向移动，并且8月29日清晨北卡罗莱纳州海岸线附近还有新的低气压系统形成。新系统虽然是在丹尼的气旋式环流范围内形成，但卫星图像表明这片低气压区缺乏热带天气系统特征，所以不能视为丹尼的延续。新系统还导致丹尼在北卡罗莱纳州威尔明顿东南方向约445公里洋面退化成低压槽，风暴残留不久后被正在发展的锋区吸收。

## 防灾措施和影响
气旋来袭前，北卡罗莱纳州加特利县的了望岬（Cape Lookout）到达克（Duck）之间地区在8月27日晚21点收到热带风暴观察预警，再于8月29日中止。
丹尼存在的大部分时间都位于海上，所以对陆地产生的影响很小。不过，风暴在美国东岸产生强烈海浪和离岸流，很可能导致8月28日北卡罗莱纳州柯里塔克县卡罗拉（Corolla）一名年仅12岁的男童淹死。9月1日，柯里塔克县治安官办事处发布公报，已在失踪地点以北约1600米的海滩上找到男童的尸体。气旋还在更南面的佛罗里达州大西洋海岸沿线产生1.8至2.1米的中浪。中大西洋地区也受到强烈潮汐和离岸流的影响，促使有关部门限制人们下海。蒙茅斯县有一人在冲浪时因海况恶劣导致骨折。

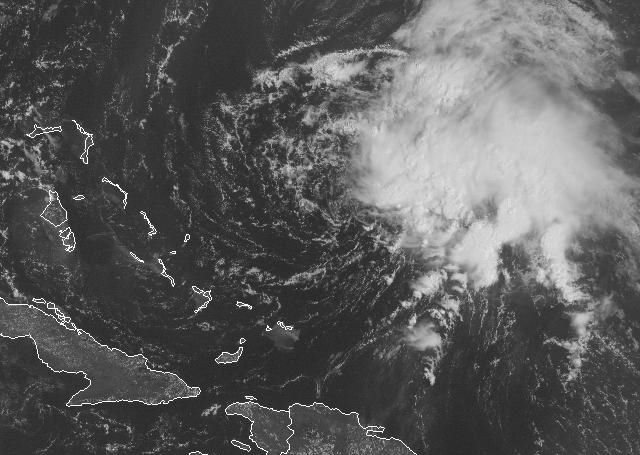
8月26日丹尼的卫星图像

风暴残留同锋面天气系统相互影响，在多个州引发局部洪灾。宾夕法尼亚州特拉华县因倾盆大雨引起山洪爆发，一户人家因此被困在地下室。费城附近一条溪流泛滥，引起轻度洪灾。利哈伊县多条道路因洪灾封闭，其中美国222号国道也封闭了一条车道。新泽西州同样发生洪灾，许多地下室被淹，康登县为此动用水上交通工具数度执行水上救援任务。此外，马里兰州还有多个地点测得180毫米雨量。
转变成温带气旋后，丹尼又在新英格兰产生狂风暴雨，马萨诸塞州和罗得岛州的降雨量至少有51毫米。当地部分道路因积水而无法通行。南塔克特湾一间气象站测得时速98公里的阵风。丹尼在缅因州产生时速约97公里的阵风，部分树木被推倒，东港的部分船只也被扯脱系锚。气旋还在当地产生暴雨。
丹尼的残留之后令加拿大大西洋省份普降暴雨。圣约翰的降雨量达100毫米，导致至少50个地下室被淹。加拿大气象局向新不伦瑞克、纽芬兰岛、爱德华王子岛和新斯科舍发出多份气象公告。新斯科舍因风暴影响致使超过1万6000人家中停电。